# Kabru
Kabru är ett berg i Indien på gränsen till Nepal. Det ligger i den nordöstra delen av landet. Toppen på Kabru är 7 412 meter över havet, eller 1 606 meter över den omgivande terrängen.
Den högsta punkten i närheten är Kangchenjunga, 8 586 meter över havet, norr om Kabru. Trakten runt Kabru är permanent täckt av is och snö.
William Woodman Graham från England angav att han den 8 oktober 1883 bestigit berget. Andra bergsklättrare antar däremot att han nådde Kabru Dome som ligger 6600 meter över havet.